# Japans statskupp i Franska Indokina
Japans statskupp i Franska Indokina, känd som Meigo Sakusen (Operation Mei-go), ägde rum i Franska Indokina den 9 mars 1945. Den förorsakades av Japans farhågor för en allierad invasion av landet. Genom statskuppen skedde en regelrätt ockupation av Vietnam, som under andra världskriget tidigare varit lojal med Vichyregimen.
Ockupationen avslutades dock i samband med Japans kapitulation och andra världskrigets slut augusti/september samma år.

## Förlopp

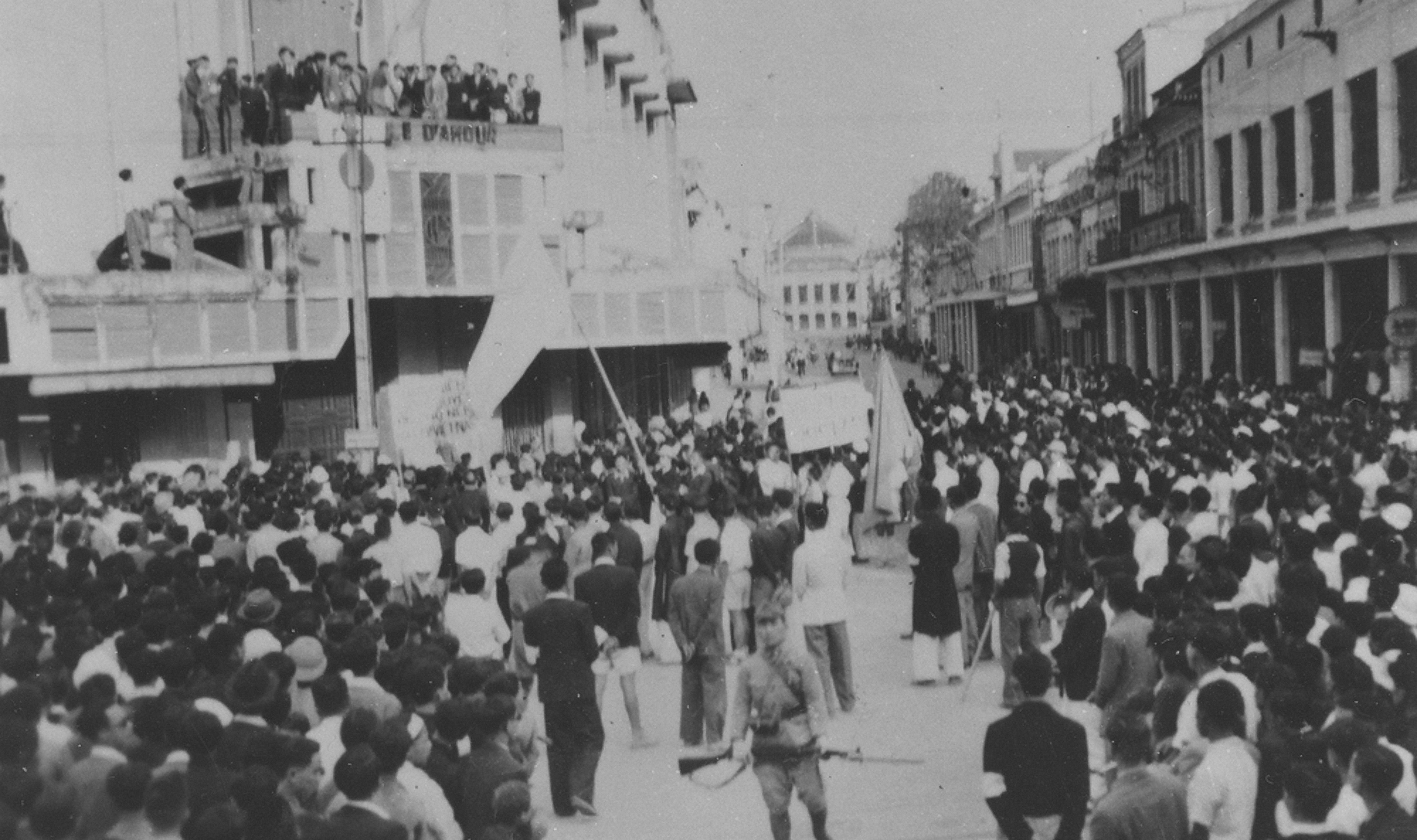
Hanoi 1945.

När situationen för Japan försämrades vid slutet av andra världskriget och en allierad invasion befarades, började Japan frukta ett uppror bland sina tidigare allierade i Franska Indokina, och företog därför en regelrätt ockupation av området.  
De franska kolonialmyndigheterna i Franska Indokina hade under hela kriget varit lojala mot Vichyregimen, och därför samarbetat med japanerna. Japan hade utan motstånd tillåtits placera sina trupper i territoriet 1940, och året därpå även tillåtits ockupera områdets nyckelposter, men de franska myndigheterna och deras egen armé kvarstod parallellt. 
1944 föll Vichyregimen i Frankrike, och de koloniala myndigheterna i Indokina tog kontakt med den nya regeringen i det fria Frankrike. Med ett invasionshot från de allierade hängande över sig, började japanerna frukta att Franska Indokina skulle bli invaderat av de allierade, och det franska styret där bryta avtalet med Japan och samarbeta med de allierade.
För att förhindra detta lät Japan företa en ockupation av Franska Indokina i mars 1945. De franska styrkorna fick order om att överlämna sig och de franska myndigheterna ombads skriva under sin kapitulation. Flera tusen franska soldater och myndighetspersoner avrättades av de numerärt överlägsna japanerna, för motstånd och vägran att samarbeta. Hela det franska kolonialstyret bröt samman och både de civila och militära franska ämbetshavarna och övrig fransk befolkning internerades.
Japanerna tvingade sedan varje områdes lokala inhemska potentat att utropa självständighet. Kejsar Bảo Đại av Vietnam och kung Norodom Sihanouk av Kambodja lydde, medan kung Sisavang Vong av Laos vägrade. Japanerna utsåg också Son Ngoc Thanh till Kambodjas premiärminister. 
Japan kapitulerade emellertid den 15 augusti 1945. De lämnade då över sina positioner till sina marionettregeringar. I Vietnam utlöste detta inbördeskrig, eftersom kejsaren snabbt blev avsatt och Viet Minh fick möjlighet att ta kontrollen över stora delar av landet och utropa självständighet.